# Koos Kombuis
Koos Kombuis, pseudoniem van André le Roux du Toit (Kaapstad, 5 november 1954) is een Zuid-Afrikaanse schrijver en popmuzikant.

## Biografie
Koos Kombuis werd geboren in een Afrikaans gezin. Hij woonde tijdens zijn jeugd op verschillende plaatsen in de Westelijke Kaap streek in Zuid-Afrika. Hij begon zijn middelbareschoolopleiding in Stellenbosch maar maakte die af in Pretoria waar het gezin inmiddels naartoe was verhuisd. Gedurende 1973 vervulde hij zijn dienstplicht en in 1974 schreef hij zich in aan de Universiteit van Pretoria. Psychische problemen, mede veroorzaakt door zijn strenge opvoeding, maakten dat hij gedurende een jaar werd opgenomen in een psychiatrisch ziekenhuis. 
Na zijn ontslag uit de inrichting verhuisde hij naar Kaapstad waar hij de meest uiteenlopende baantjes doorliep voordat zijn muzikale loopbaan en schrijverscarrière een aanvang namen. Hij kwam in contact met een platenlabel waar zijn eerste plaat Ver van die ou Kalahari werd uitbracht. Hij ging steeds meer bekendheid krijgen en speelde een belangrijke rol in wat gezien wordt als een alternatieve Afrikaanse muziekbeweging. Vooral onder studenten werd hij een soort cultfiguur. Bekend is de Voëlvrytoer waarmee hij door het land toerde met o.a. Johannes Kerkorrel, toen nog Ralph Rabie geheten, met liedjes die vooral aanschopten tegen het nationalistische gereformeerde Afrikanerdom. In 1988 vormde hij met Johannes Kerkorrel de Gereformeerde Blues Band. Het was een periode met veel sex, drank en drugs, zoals hij het zelf formuleerde.
Zijn schrijversloopbaan begon met korte verhalen die werden gepubliceerd in Die Huisgenoot, aanvankelijk onder de naam André le Roux du Toit en later André Letoit (anagram van toilet) In 1981 debuteerde hij als dichter in Brekfis met vier. Zijn poëzie werd in 1988 gebundeld in Die bar op De Aar: ballades, blues en bevliegings, en zijn eerste roman Suidpunt-jazz: 'n roman oor een tema, twee volke, drie eeue, vier provinsies, vyf landstreke en ses politieke partye: 'n roman vir Suid-Afrika vandag verscheen in 1989, heruitgegeven in 2005. 
In 2005 ook maakte hij een vrije vertaling van een Amerikaans toneelstuk Defending the caveman onder die titel Groet die grotman. 
Kombuis´ muzikale loopbaan ging ondertussen gewoon door. Hij trad op met Valiant Swart en ook met de Nederlander Stef Bos. 
Deze laatste heeft ook zijn nummer Onder in my whiskyglas gecoverd. Het bekendste nummer van Kombuis is Lisa se Klavier dat meermalen gecoverd is, onder meer door Laurika Rauch. Hij was een graag geziene gast op Zuid-Afrika´s bekende ´kunstefeeste´ en trad ettelijke malen op in Nederland.
Koos Kombuis woont in Somerset-West, met zijn vrouw Kannetjie en twee kinderen. Hij heeft inmiddels ruim 10 cd´s en 20 boeken op zijn naam staan.

## Pseudoniem met humor
Koos Kombuis is een pseudoniem met de nodige humor. Koos is niet alleen de verkorte versie van "Jacobus" of "Jakobus", maar ook het Afrikaanse slang voor po. De kombuis is bekend als de (scheeps) "keuken". André's jeugdige bijnaam was "Koos" en hij kreeg zijn 'achternaam' toen hij gehurkt in de keuken van voormalig drugdealer en Zuid-Afrikaans schrijver Al Lovejoy zat.
Du Toit begon as schrijver en poëet in de vroege jaren 80 onder de pseudoniem André Letoit, (een Engels anagram voor "toilet"). Voor zijn muzikale carrière koos hij voor het meer alledaagse; Koos Kombuis.
Later introduceerde hij een A, voor André, in dit pseudoniem. Wat leidde tot Koos A. Kombuis. Het feit dat de initialen nu spellen als K.A.K. is puur toeval volgens de artiest.

## Discografie
- Ver van die Ou Kalahari (1987)
- Niemandsland and Beyond (1990)
- Elke Boemelaar se Droom (1994)
- Madiba Bay (1997)
- Blameer dit op Apartheid (1997)
- Mona Lisa (1999)
- Greatest Hits (2000)
- Blou Kombuis (2000, live with Albert Frost)
- Equilibrium (2002)
- 'n Jaar in die Son
- Bloedrivier (2008)
- Koos Kombuis (2009, self-titled)
- Dertien - Dankie Madiba (2012)
- Lente in die Boland (2013)
- Langpad na Lekkersing (2017)

### Romans
- 1984 Kleingeld vir ’n terreurdaad
- 1985 Somer II: ´n plakboek (als André Letoit)
- 1987 ´n Roos vir die Karoomeisie
- 1989 Suidpunt-jazz: ’n roman oor een tema, twee volke, drie eeue, vier provinsies, vyf landstreke en ses politieke partye: ’n roman vir Suid-Afrika vandag (als André Letoit)
- 1990 Paradise redecorated: the ultimate feminist state, a thrilling sequel to 1984, welcome to the nightmare world of Big Mama
- 2003 Hotel Atlantis
- 2003 The secret diary of God: (aged 9 million trillion years)
- 2005 Raka die Roman
- 2008 The Complete Secret Diaries of God
- 2018 Blasjan en die Blou Kitaar (jeugdroman)

### Korte verhalen
- 1982 Nou is die Kaap weer Hollands (als André Letoit)
- 1983 My nooi is in 'n tikmasjien (als André Letoit)
- 1986 Breekwater en ander kortverhale (als André Letoit)
- 2003 Afrikaans my darling

### Poëzie
- 1982 Suburbia (als André Letoit)
- 1985 Die Geel Kafee (als André Letoit)
- 1988 Die Bar op De Aar (als André Letoit)
- 1989 Koos se Songs
- 1993 Soos die reën: gedigte en lyrics
- 1998 Die tweede Reën

### Non-fictie
- 2001 My Mamma is 'n Taal
- 2000 Seks & Drugs & Boeremusiek: die memoirs van 'n volksverraaier
- 2003 Afrikaans my darling
- 2006 Die dieper dors: 'n innerlike gesprek
- 2009 Die Tyd Van Die Kombi's: 'n persoonlike blik op die Afrikaanse rock-rebellie
- 2010 Die reuk van koffie
- 2014 rock & roll karoo
- 2015 Ver in die wêreld, sushi

- Gemeinsame Normdatei: 174004125
- International Standard Name Identifier: 0000 0000 3139 7080
- Library of Congress Control Number: n91071665
- MusicBrainz: bcc38c17-3c3d-41e0-b649-9ebeca45a475
- Nederlandse Thesaurus van Auteursnamen: 226363260
- Virtual International Authority File: 50866834
- WorldCat: E39PBJrGrCqFcjhkTYvKMGMgKd